# Naturhistorisches Museum
Il Naturhistorisches Museum di Vienna (Museo di storia naturale in lingua italiana) è uno dei più grandi musei di scienze naturali del mondo e il più grande museo di tutta l'Austria.

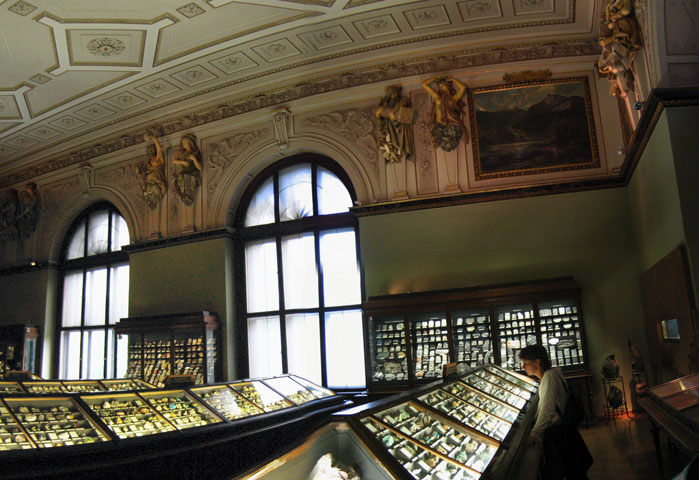
Il Naturhistorisches Museum di Vienna

## Sede
È stato aperto nel 1889 contemporaneamente al Kunsthistorisches Museum, con cui condivide l'aspetto esteriore e che fronteggia su Maria-Theresien-Platz. Il museo è stato costruito per ospitare l'enorme collezione degli Asburgo. Entrambi gli edifici sono stati costruiti tra il 1872 ed il 1891 sulla Ringstraße secondo i progetti di Gottfried Semper e Karl von Hasenauer.

## Raccolta

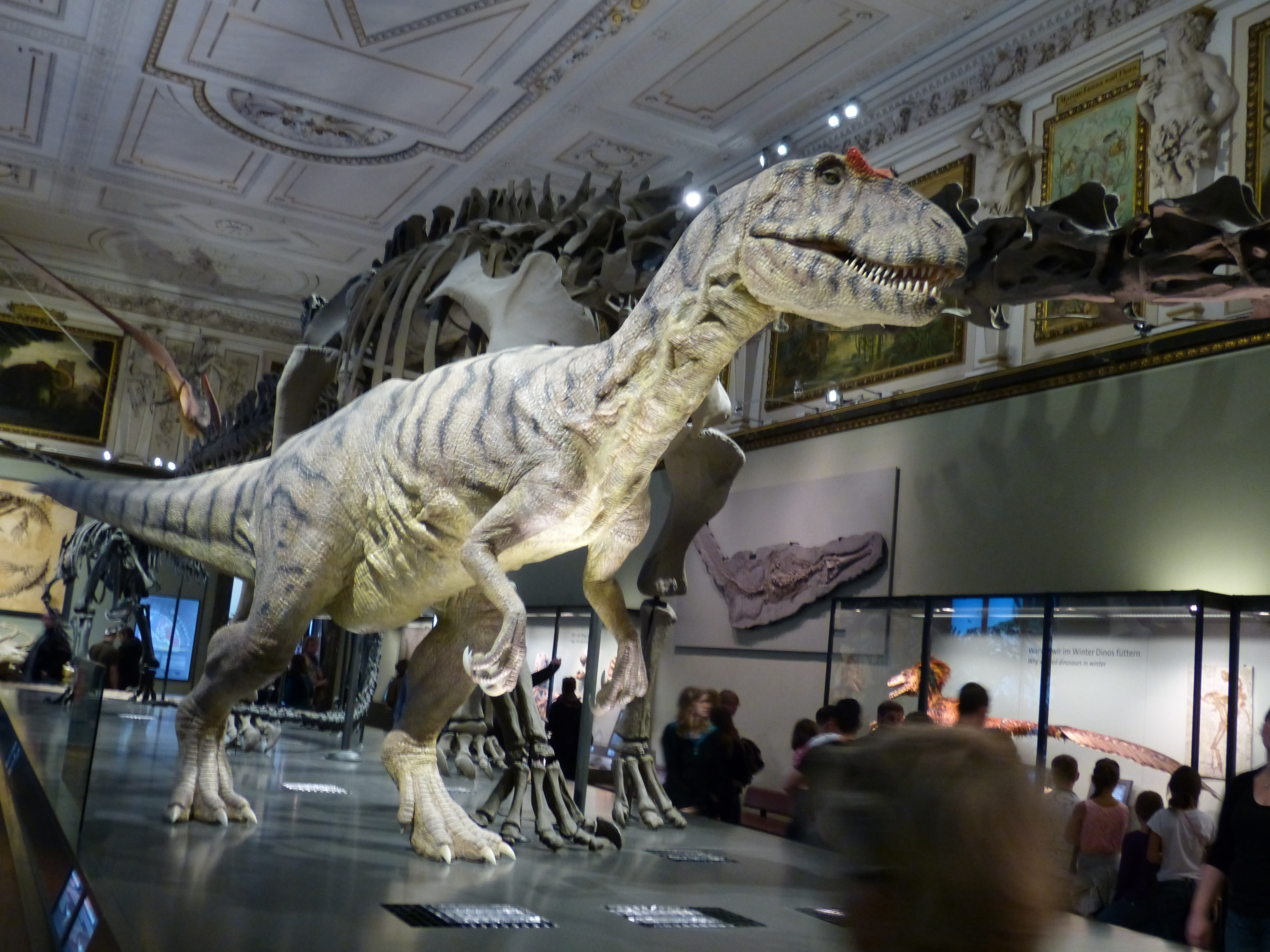
Aula dei Dinosauri, in primo piano la ricostruzione di un Allosaurus, accanto allo scheletro di un sauropode.

Le collezioni di insetti del museo risalgono al 1793, quando Francesco I d'Austria acquistò le collezioni scientifiche di Joseph Natterer. Nel 1806 il museo comprò una collezione di insetti europei da Johann Carl Megerle di Muehlfeld. Megerle stesso divenne il primo curatore e si occupò dell'acquisto della collezione Gundian di farfalle europee. Queste vecchie raccolte sono state distrutte da un incendio nel 1848.
Il viaggio di Johann Natterer in Brasile (1817-1835) portò ad un forte ampliamento della collezione; si pensi che 60.000 insetti facevano parte del "Museo Brasiliano" ospitato nel palazzo Harrach che scampò all'incendio.
Nel 1859 la fregata Novara tornò da un viaggio intorno al mondo e riportò molti nuovi insetti che furono aggiunti a quelli già in possesso del museo e la cui sistemazione fu curata da L. Redtenbacher (Coleotteri), F. M. Brauer (Neurotteri), H. de Saussure (Imenotteri tranne Formicidi), G. Mayr (Formicidi e Rincoti), I. R. Schiner (Ditteri), C. Felder, R. Felder e A. Rogenhofer (Lepidotteri), gli entomologi Ganglbauer e Holdhaus (Coleotteri), Kohl e Maidl (Imenotteri), Handlirsch (insetti fossili) che contribuirono alla reputazione internazionale del museo.
La presente collezione risale al 1876.